# Herrera (Santiago del Estero)
Herrera (oder auch: Pozo Herrera) ist die Hauptstadt des Departamento Avellaneda in der Provinz Santiago del Estero im nordwestlichen Argentinien. Sie liegt 160 Kilometer von der Provinzhauptstadt Santiago del Estero entfernt und ist über die Ruta Nacional 34 mit ihr verbunden. 

## Bevölkerung
Herrera hat 1.574 Einwohner (2001, INDEC), das sind acht Prozent der Bevölkerung des Departamento Avellaneda.